# Golnik
Golnik je naselje v Mestni občini Kranj. Zaradi blage in ugodne klime v kraju deluje že od leta 1921 eno izmed najboj znanih evropskih zdravilišč za pljučne bolezni (Univerzitetni inštitut za pljučne bolezni in tuberkulozo Golnik). Zdaj poleg pljučnih zdravijo tudi srčne in alergijske bolezni.
Nekdaj kmečko naselje, danes pa primestno delavsko naselje leži na sončni legi, dostikrat nad toplotno inverzijo, ob vznožju Kriške gore. Večina prebivalstva je zaposlenih v zdravilišču, pa tudi v Kranju in Tržiču. Kmečkega prebivalstva je malo. 
Golnik je ob delavnikih s Tržičem, Kranjem in Ljubljano (s slednjima tudi ob nedeljah in praznikih) povezan z medkrajevnimi avtobusnimi linijami.  
V naselju se nahajajo bančni avtomat, trgovina, frizerski salon, podružnica Kranjskih vrtcev, pošta in okrepčevalnice. Najbližja osnovna šola je podružnična šola OŠ Simona Jenka v Goričah.

## Zgodovina
Golnik se v starih listinah prvič omenja 1436 kot fevd Celjskih grofov. V 16. stoletju je tu Jurij Kreutzer zgradil grad (Kreutzhof), ki se je v 17. stoletju skupaj z naseljem preimenoval po novih lastnikih v Gallenfels.
Grad so sredi prve svetovne vojne začeli namensko uporabljati kot zdravilišče za bolne in ranjene vojake s soške fronte. Po razmahu revščine in s tem tuberkuloze v dvajsetih in tridesetih letih dvajsetega stoletja je na Golniku nastala bolnišnica za pljučne bolezni. Med drugo svetovno vojno in po njej je doživela še nekaj dozidav. Po drugi svetovni vojni so na Golniku zaradi pomanjkanja kadra zgradili tudi šolo za medicinske sestre in strežnice. Zgradbo so kasneje predelali v stanovanjsko zgradbo, v t. i. samski blok. Kasneje so na Golniku zgradili še štiri stanovanjske bloke. Vmes so odobrili tudi zazidalne načrte za t. i. Mali Triglav v šestdesetih in Kadrovski hrib konec sedemdesetih za individualno pozidavo.
Leta 2021 je potekala razprava o nastanku Občine Golnik, kamor bi spadalo naselje Golnik ter vasi v okolici – Trstenik, Srakovlje, Tenetiše, Mlaka pri Kranju ..., skupno 22 naselij. Državni zbor je zaradi neenotne podpore predlogu zavrnil razpis referenduma o tem vprašanju.